# Mattias Timander
Mattias Timander, född 16 april 1974 i Sollefteå, är en svensk före detta professionell ishockeyspelare (back).
Timander gick på ishockeygymnasiet i Örnsköldsvik. Efter gymnasiet spelade Timander ett par år i MODO Hockey för att sedan övergå till NHL. I NHL spelade han för Boston Bruins, Columbus Blue Jackets, New York Islanders och slutligen i Philadelphia Flyers.
Timander spelade från hösten 2004 åter för MODO Hockey. År 2011 gick han över till Leksands IF. Han var med i Sveriges herrlandslag i ishockey som vann VM-guld 2006 i Riga i Lettland.
Timander avslutade sin karriär 2013.

## Klubbar
- Sollefteå HK 1989–90
- MODO Juniorlag 1990–1992
- Husum IF 1992–93
- MODO Hockey 1993–1996
- Boston Bruins 1996–2000
- Providence Bruins 1996–1999
- Columbus Blue Jackets 2000–2002
- New York Islanders 2002–2004
- Philadelphia Flyers 2003–04
- Bridgeport Sound Tigers 2003–04
- MODO Hockey 2004–2011
- Leksands IF 2011–2013

## Meriter
- JEM-silver – 1992
- JVM-silver – 1994
- VM-guld – 2006
- Svensk mästare – 2007